# نیروی هوایی بولیوی
نیروی هوایی بولیوی (به اسپانیایی: Fuerza Aérea Boliviana‎ یا به اختصار FAB) نیروی هوایی بولیوی و شاخه ای از نیروهای مسلح بولیوی است.

## تاریخچه
تا سال ۱۹۳۸ نیروی هوایی بولیوی متشکل از حدود ۶۰ هواپیما (جنگنده‌های کورتیس هاوک، کورتیس تی-۳۲ کندور ۲ و یونکرس و ۳۴ بمب‌افکن، یونکرس یو ۸۶ به عنوان هواپیمای حمل‌ونقل، و فوکر سی. وای، برگه ۱۹ و هواپیماهای شناسایی ویکرز وسپا)، و با تعداد پرسنلی حدود ۳۰۰ نفر بود؛ افسرانی که در ایتالیا آموزش دیده بودند.
در سال۲۰۱۷ بولیوی سرانجام لاکهید تی-۳۳ را بازنشسته کرد و این نشان دهنده پایان ۴۴ سال خدمت بود. بولیوی آخرین کاربر تی-۳۳ بود.

## هواگردها

### ناوگان فعلی

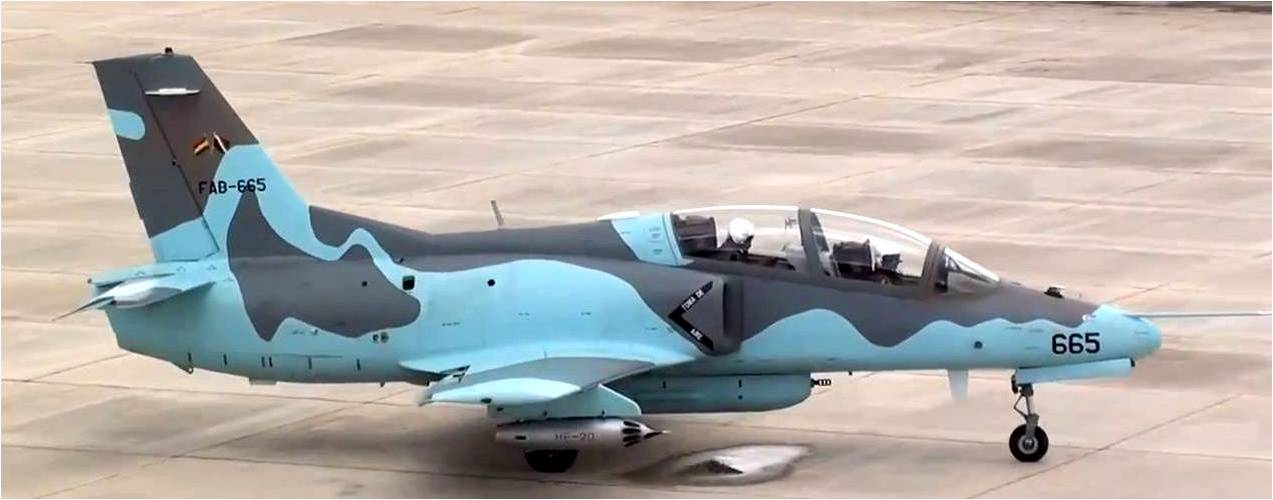
A یک فروندکی-۸ کاراکوروم تهاجم سبک /آموزشی

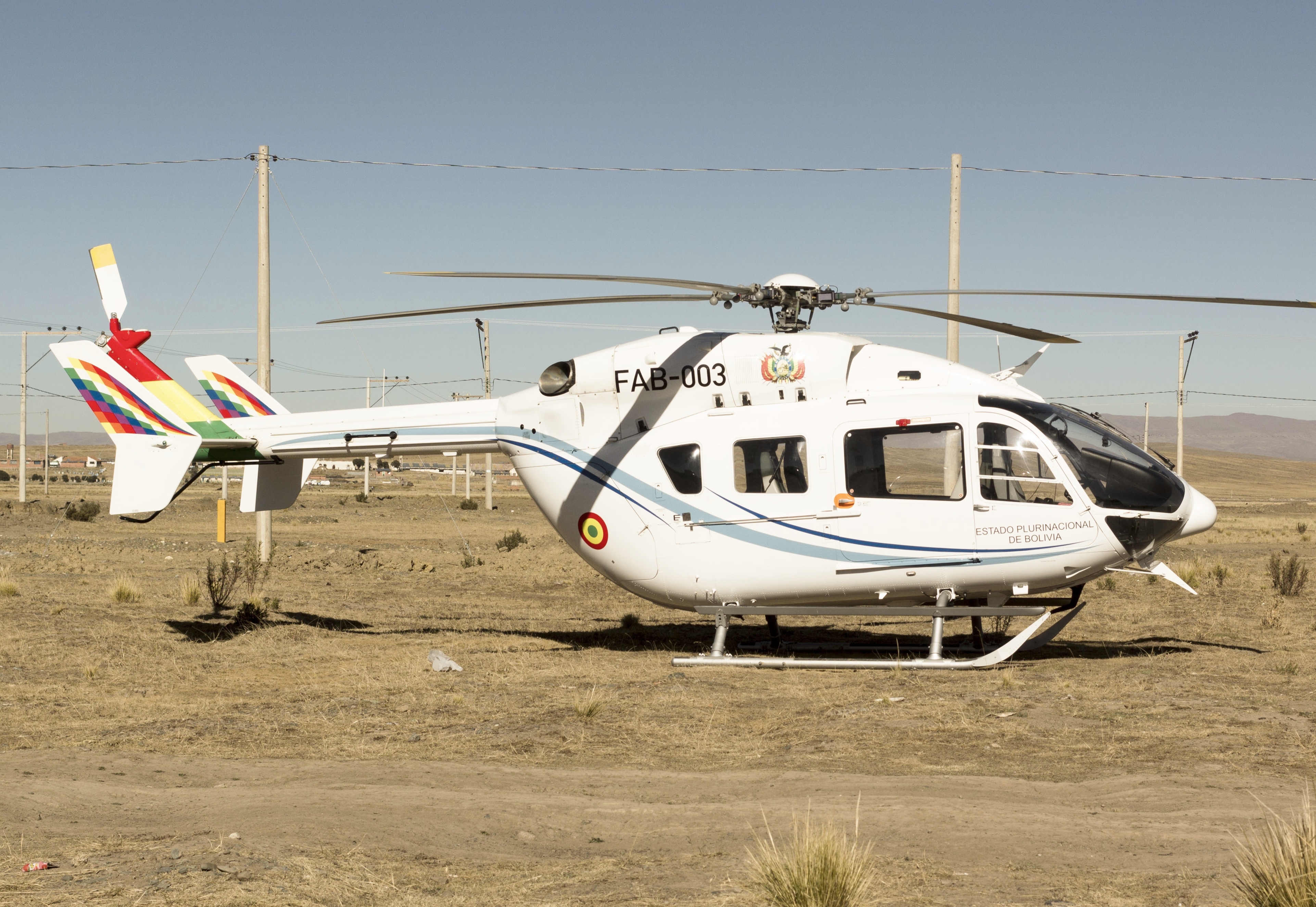
یک فروند یوروکوپتر ئی‌سی۱۴۵ از ناوگان نیروی هوایی بولیوی که برای جابه جایی رئیس جمهور مورد استفاده قرار می گیرد.

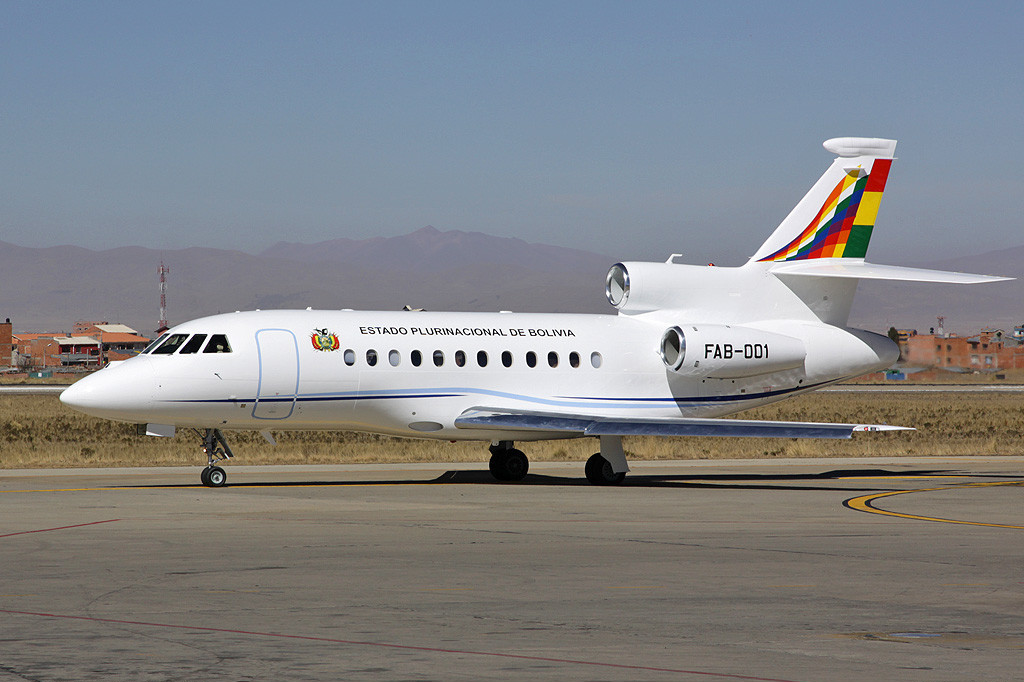
A داسو فالکون ۹۰۰ ئی.ایکس با کاربری هواپیمای رئیس جمهور بولیوی

| هواگرد                 | مبدا ساخت           | ماموریت                 | گونه       | تعداد در حال خدمت | توضیحات                      |         |
| شناسایی                | شناسایی             | شناسایی                 | شناسایی    | شناسایی           | شناسایی                      | شناسایی |
| ---------------------- | ------------------- | ----------------------- | ---------- | ----------------- | ---------------------------- | ------- |
| لیرجت ۳۵               | ایالات متحده آمریکا | نظارت                   |            | ۲                 |                              |         |
| ترابری                 |                     |                         |            |                   |                              |         |
| داسو فالکون ۹۰۰        | فرانسه              | VIP transport           |            | ۱                 |                              |         |
| داسو فالکون ۵۰         | فرانسه              | VIP transport           |            | ۱                 |                              |         |
| بیچ‌کرفت کینگ ایر ۹۰    | ایالات متحده آمریکا | ترابری                  | ۹۰/۲۰۰/۳۵۰ | ۵                 |                              |         |
| سسنا ۴۰۲               | ایالات متحده آمریکا | چندمنظوره / آموزشی      |            | ۱                 |                              |         |
| جت‌استریم ۳۱            | بریتانیا            | ترابری                  |            | ۲                 |                              |         |
| سی-۱۳۰ هرکولس          | بریتانیا            | ترابری                  | سی-۱۳۰ بی  | ۴                 |                              |         |
| بالگردها               |                     |                         |            |                   |                              |         |
| بل یواچ-۱              | ایالات متحده آمریکا | چندمنظوره               | یو‌ اچ-۱ اچ | ۱۱                |                              |         |
| یوروکوپتر ای‌اس۳۳۲      | فرانسه              | چندمنظوره /ترابری       |            | ۶                 | called "Super Puma"          |         |
| یوروکوپتر ای‌اس۳۵۰      | فرانسه              | چندمنظوره               |            | ۲                 | called "Écureuil"/"Squirrel" |         |
| یوروکوپتر ئی‌سی۱۴۵      | آلمان               | چندمنظوره /امداد و نجات |            | ۲                 |                              |         |
| آئروسپاسیال اس. ای ۳۱۶ | فرانسه              | هواگرد رابط             |            | ۱                 |                              |         |
| آموزشی                 |                     |                         |            |                   |                              |         |
| زلین ۴۲                | جمهوری چک           | آموزشهای پایه           | زد۲۴۲ال    | ۸                 |                              |         |
| هانگدو کی-۸            | چین                 | جت آموزشی               |            | ۴                 |                              |         |
| پیلاتوس پی‌سی-۷         | سوئیس               | آموزشی                  |            | ۲                 |                              |         |
| رابینسون آر-۴۴         | ایالات متحده آمریکا | بالگرد آموزشی           |            | ۵                 |                              |         |
| پهپادها                |                     |                         |            |                   |                              |         |
| RemoEye-006            | کره جنوبی           | شناسایی و مراقبت        |            | ۲                 |                              |         |